# Symfonie nr. 5 (de Meij)
Symfonie nr. 5, "Return to Middle Earth" is een compositie voor harmonieorkest van de Nederlandse componist Johan de Meij uit 2019. Het werk grijpt terug op zijn eerste symfonie "The Lord of the Rings".

## Compositie
Het werk is gebaseerd op het boek De Silmarillion van J.R.R. Tolkien. Naast het harmonieorkest is er een belangrijke rol voor een solo-sopraan en een SATB gemengd koor. De taal die gezongen wordt is Ilkorin, een door Tolkien ontwikkelde taal die verwant is aan Sindarijns. Ook worden enkele woorden uit de Zwarte Taal gebruikt. De symfonie bestaat uit zes delen, die elk een personage of een belangrijke gebeurtenis uit het boek illustreren:
1. Mîri na Fëanor (Fëanor’s Jewels)
2. Tinúviel (Nightingale)
3. Ancalagon i-môr (Ancalagon, The Black)
4. Arwen Undómiel (Evenstar)
5. Dagor Delothrin (The War of Wrath)
6. Thuringwethil (Woman of Secret Shadow)

## Opnames
De compositie voor harmonieorkest is op cd opgenomen door het Harmonieorkest St. Michaël uit Thorn onder leiding van Ivan Meylemans, met sopraan Claudia Couwenbergh en het Brabantkoor onder leiding van Louis Buskens.